# Dampierre-lès-Conflans
Dampierre-lès-Conflans – miejscowość i gmina we Francji, w regionie Burgundia-Franche-Comté, w departamencie Górna Saona. Nazwa miejscowości pochodzi od imienia św. Piotra.
Według danych na rok 1990 gminę zamieszkiwały 252 osoby, a gęstość zaludnienia wynosiła 24 osoby/km² (wśród 1786 gmin Franche-Comté Dampierre-lès-Conflans plasuje się na 496. miejscu pod względem liczby ludności, natomiast pod względem powierzchni na miejscu 407.).